# Fanari
Fanari (in greco Φανάρι?) è un ex comune della Grecia nella periferia dell'Epiro (unità periferica di Prevesa) con 8 911 abitanti secondo i dati del censimento 2001.
È stato soppresso a seguito della riforma amministrativa, detta Programma Callicrate, in vigore dal gennaio 2011 ed è ora compreso nel comune di Parga.

## Località
Il comune è formato dall'unione delle seguenti comunità:
- Acherousia
- Ammoudia
- Andonia
- Ano Skafidoti
- Despotiko
- Kanallaki
- Kastri
- Koroni
- Koryfoula
- Koukkouli
- Kypseli
- Loutsa
- Mesopotamo
- Mouzakaiika
- Narkissos
- Skepasto
- Stavrochori
- Themelo
- Valanidorachi
- Valanidoussa
- Vouvopotamos